# Pieter Vink

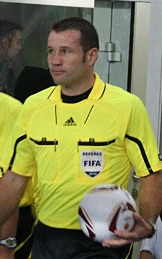
Pieter Vink

Pieter Vink (Noordwijkerhout, 13 maart 1967) is een Nederlands voormalig voetbalscheidsrechter die van 2001 tot en met 2017 in de Eredivisie floot. Sinds 2023 is hij veiligheidsmanager bij ADO Den Haag.

## Carrière
Vink begon met het arbitreren in 1987, daarvoor was hij politieagent van beroep. Na 4 jaar werd Vink uitgekozen om in het betaald voetbal te komen fluiten. Hij kwam daarmee op de C-lijst. Na vijf jaar (vanaf 1996) op de B-lijst te hebben gestaan schaarde hij zich vanaf 2001 tussen de top van Nederlandse scheidsrechters, op de zogenoemde A-lijst.
Sinds 1 januari 2004 mocht hij ook FIFA-wedstrijden fluiten en werd daarmee officieel internationaal scheidsrechter. Zijn internationale debuut volgde datzelfde jaar, tijdens de UEFA-cup. Ook floot hij verschillende wedstrijden, waaronder de finale van het EK onder de 19.
In 2007 werd Vink verkozen om ook in de Champions League te komen fluiten. Zijn eerste duel was dat van Steaua Boekarest uit Roemenië en FC BATE uit Wit-Rusland. Hiermee kwam Pieter Vink op UEFA's elitelijst. Op dat moment was alleen Eric Braamhaar als Nederlander actief in die klasse.
Na dit duel floot hij meerdere Champions League-wedstrijden.
Tijdens het Europees kampioenschap voetbal 2008 gaf Vink in de wedstrijd tussen Oostenrijk en Kroatië de snelste penalty ooit tijdens een groot toernooi, in de 3e minuut.
Op 23 april 2010 werd Vink bestraft door de KNVB. Op 13 april 2010 had hij bij de wedstrijd tussen AZ en FC Twente een handsbal van AZ-verdediger Simon Poulsen over het hoofd gezien en onthield FC Twente, de koploper van de eredivisie, daarmee een strafschop. Vink mocht de rest van het seizoen 2009-2010 geen wedstrijden meer fluiten in de eredivisie en ook werd hij op aandringen van de KNVB weggehaald van de nominatielijst voor de halve finale in Europa League.
In 2010 floot Vink zijn laatste wedstrijd op de internationale lijst, tussen Getafe en Young Boys Bern
In juli 2017 werd bekendgemaakt dat Vink zou gaan stoppen met fluiten. In de twee jaar hiervoor floot hij al amper door blessures. Hij zou afscheid nemen met de vriendschappelijke wedstrijd van Feyenoord tegen Real Sociedad. Drie dagen voor deze wedstrijd raakte Vink echter opnieuw geblesseerd, waardoor hij deze wedstrijd af moest zeggen.
Op 11 juli 2023 werd bekendgemaakt dat Vink per direct in dienst zal treden bij de betaald voetbalorganisatie ADO Den Haag in de functie van veiligheidsmanager.

## Interlands
Pieter Vink floot op 13 oktober 2007 de kwalificatiewedstrijd voor het Europees kampioenschap voetbal 2008 tussen Schotland en Oekraïne (3-1). Vervolgens arbitreerde Vink de kwalificatiewedstrijd tussen het Noord-Ierland en Denemarken, die met 2-1 door Noord-Ierland werd gewonnen. Op 19 december 2007 werd bekend dat Vink door de UEFA was uitgekozen om te arbitreren op het Europees kampioenschap voetbal in Oostenrijk en Zwitserland. Samen met hem werden ook de assistenten Hans ten Hoove en Adriaan Inia aangewezen om te fluiten op de EK-eindronde. Vink werd aangesteld als scheidsrechter van de groepswedstrijd tussen Oostenrijk en Kroatië en de wedstrijd tussen Spanje en Zweden.

## Politieke carrière
Voor de gemeenteraadsverkiezingen van 2010 stond Vink op nummer 9 op de kandidatenlijst van de VVD-Noordwijkerhout.

## Trivia
- Pieter Vink floot de eerste wedstrijd in het nieuw verbouwde Wembley-stadion. De desbetreffende wedstrijd ging tussen het Engels voetbalelftal onder 21 en het Italiaans voetbalelftal onder 21 en eindigde uiteindelijk in een 3-3 gelijk stand.[7]